# Cyber Intelligence Sharing and Protection Act
Cyber Intelligence Sharing and Protection Act (CISPA) — законопроект, поданный 30 ноября 2011 года в палату представителей США Майклом Роджерсом (англ. Mike Rogers). 
1 декабря 2011 года  документ был передан в «House Permanent Select Committee on Intelligence».
19 апреля 2012 года документ согласован и вынесен на голосование. 
Законопроект расширяет возможности американских правоохранительных органов и правообладателей в борьбе с нелегальным контентом в Интернете, торговлей интеллектуальной собственностью, защищённой авторским правом, и контрафактом.

## Оценка законопроекта
Законопроект оценивается как аналог Stop Online Piracy Act (SOPA), но с расширенными правами частных организаций на доступ к механизмам «борьбы с киберпреступлениями». 